# Timidria
Timidria é uma ONG de direitos humanos no Niger, fundada por Ilguilas Wheila (Ativista dos direitos humanos no Niger). Timidria é dedicada à erradicação da escravidão no Niger.

## História
Timidria foi formada em 1991 e seu nome significa "solidariedade" em Tamajaq. O governo do Níger nega a existência de escravidão no país, mas as organizações internacionais de direitos humanos estimam que o número de escravos no Níger está em cerca de 40.000.
A sede da Timidria está na capital Niamey, e a organização tem escritórios em todo o país, ajudando escravos fugitivos á construirem uma nova vida em liberdade.